# Alexandre de Paiva de Faria Leite Brandão
Alexandre de Paiva de Faria Leite Brandão foi Governador Civil de Faro entre 12 de Janeiro de 1928 e 30 de Março de 1929.